# كريسي كوستانزا
كريسي كوستانزا (بالإنجليزية: Chrissy Costanza)‏ هي مغنية وكاتبة أغاني وموسيقية أمريكية ولدت في 23 أغسطس 1995. هي المغنية الرئيسية في فرقة أغينست ذا كرنت.

## وصلات خارجية
- كريسي كوستانزا على موقع IMDb (الإنجليزية)
- كريسي كوستانزا على موقع ميوزك برينز (الإنجليزية)
- كريسي كوستانزا على موقع ديسكوغز (الإنجليزية)